# Old 8×10
Old 8×10 è il terzo album in studio del cantante statunitense Randy Travis, pubblicato nel 1988.

## Tracce
1. Honky Tonk Moon – 2:49
2. Deeper Than the Holler – 3:39
3. It's Out of My Hands – 4:11
4. Is It Still Over? – 3:11
5. Old 8×10 – 2:57
6. Written in Stone – 3:14
7. The Blues in Black and White – 2:59
8. Here in My Heart – 3:11
9. We Ain't Out of Love Yet – 2:23
10. Promises – 4:01